# Associazione Pugilistica Professionistica Europea
Pour les articles homonymes, voir APPE.
L'Associazione Pugilistica Professionistica Europea (APPE) est créée à partir de l'International Boxing Union (IBU). 

## De l'IBU à l'APPE
Selon le congrès extraordinaire de la fédération internationale de boxe amateur (FIBA) de 1940, l'Allemagne aurait dû être l'hôte des premiers championnats du monde de boxe amateur. Mais la guerre a interféré avec ce plan. 
Au début de 1942, l'IBU est entre les mains des nazis allemands et des fascistes italiens.
Du 20 au 5 janvier 1942, Breslau accueille les championnats d'Europe de boxe amateur qui n'ont pas été reconnus.
Le 3 juin 1942, la FIBA se réunit à Rome. L'Italie est désignée pour les championnats d'Europe 1943. 
Le 5 juin 1942, l'« Associazione Pugilistica Professionistica Europea (APPE) » est officiellement créé en remplacement de l'IBU. La lire italienne est adoptée comme monnaie officielle pour les frais des combats et des congrès. Vittorio Mussolini, fils aîné du dictateur italien Benito Mussolini, est nommé premier président de l'APPE. 

## Désignation des premiers champions
La première réunion officielle du comité de pilotage de l'APPE a lieu le 7 juin et reconnaît comme champions d'Europe Enrico Urbinati (poids mouches), Gino Bondavalli (it) (poids coqs et plumes),, Ascenzo Botta (poids légers), Marcel Cerdan perd son titre (poids welters), Jupp Besselmann (de) (poids moyens), Luigi Musina (en) (poids mi-lourds) et Max Schmeling (poids lourds).
L'APPE change aussi la division des poids, en adoptant le kilogramme, et abolissant la livre anglaise : 51 kilos (poids mouches), 54 (poids coqs), 58 (poids plumes), 62 (poids légers), 67 (poids mi-moyens ; suppression de l'anglicisme "welters"), 73 (poids moyens), 80 (poids mi-lourds) et plus de 80 (poids lourds). En fin de compte, tous les combats européens tenus sous l'égide de l'APPE ont été appariés à ces poids jusqu'en décembre 1944.

## De l'APPE à l'EBU
Il était prévu qu'après la seconde Guerre mondiale et la victoire de l'Axe, l'APPE se serait transformée en APPI, avec son siège à Rome. Mais le 1er décembre 1944, l'IBU/APPE a disparu. Le British Boxing Board of Control et la nouvelle fédération française de boxe ont essayé de constituer un nouvel organisme européen, l'European Boxing Association (EBA) mais d'autres pays ont protesté parce que les deux pays ont voulu réintroduire le principe que le champion d'Europe serait décidé par un combat entre les champions britanniques et français. En 1946, l'European Boxing Union (EBU) est créée sur les cendres de l'APPE.